# تشارلز ستونستريت
تشارلز ه. ستونستريت (بالإنجليزية: Charles H. Stonestreet)‏ (و. 1813 – 1885 م) هو كاهن كاثوليكي، ومدير أكاديمي أمريكي، ولد في بورت توباكو فيليج، توفي في كلية الصليب المقدس، عن عمر يناهز 72 عاماً.

## مناصب
تولى منصب
- قس، Holy Trinity Catholic Church (Washington, D.C.) [الإنجليزية]‏ 1870–1874
- قس، St. Aloysius Church (Washington, D.C.) [الإنجليزية]‏ 25 أبريل 1858–23 يوليو 1860
- President of Gonzaga College High School ‏ 25 أبريل 1858–23 يوليو 1860
- Provincial superior [الإنجليزية]‏، Maryland Province of the Society of Jesus ‏ 15 أغسطس 1852–25 أبريل 1858
- President of Georgetown University ‏ 1 أغسطس 1851–1852
- قس، St. John the Evangelist Catholic Church (Frederick, Maryland) [الإنجليزية]‏ 1848–1850
- رئيس جامعة، Saint John's Catholic Prep (Maryland) [الإنجليزية]‏ 1848–1850

.

## التعليم
تعلم في جامعة جورجتاون، وتحصل منها على بكالوريوس في الفنون حتى 28 يوليو 1835
.